# Campeonato da Dinamarca de Ciclismo em Estrada

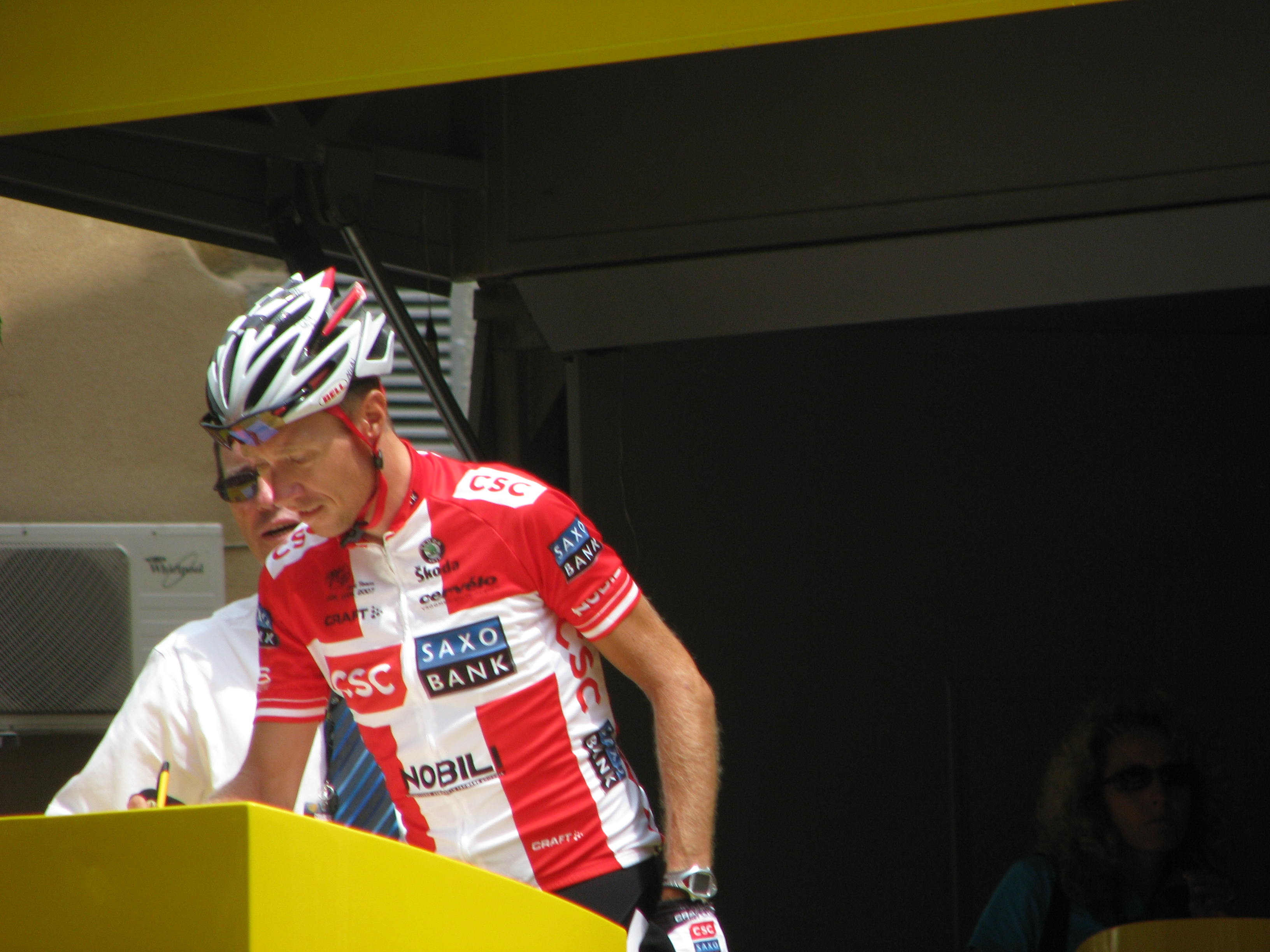
Nicki Sørensen durante o Tour de France 2008.

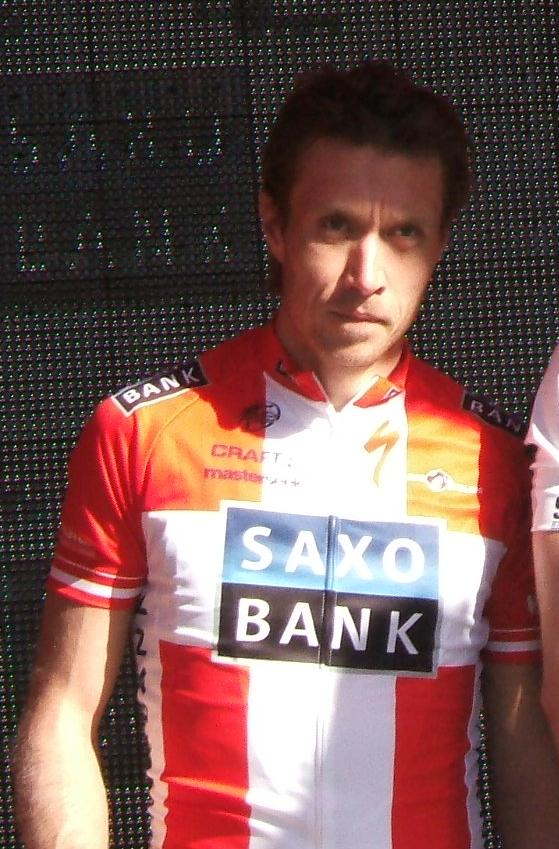
Nicki Sørensen, quatro vezes campeão de Dinamarca.

O Campeonato da Dinamarca de Ciclismo em Estrada (em inglês: Danish National Road Race Championships) é uma competição organizada anualmente, visando determinar o campeão ciclista dinamarquês de cada ano.
O título é outorgado ao vencedor de uma única prova, na modalidade em estrada individual. O ciclista que conquista este título obtêm, também, o direito de usar a maillot com as cores da bandeira da Dinamarca até ao campeonato do ano seguinte.
Nas edições de 1987 e 1988, este foi campeonato foi disputado em conjunto com Suécia e Noruega. 

## Edições

### Masculino
Segue-se, abaixo, o histórico das edições nesta modalidade.
| Ano  | Vencedor             | Segundo              | Terceiro             |
| 1986 | Rolf Sørensen        | John Carlsen         |                      |
| 1987 | Kim Andersen         | Jorgen Marcussen     | Jesper Skibby        |
| 1988 | Sören Lilholt        | Bjarne Riis          | Kim Eriksen          |
| 1989 | Johnny Weltz         | Jesper Skibby        | Per Pedersen         |
| 1990 | Brian Holm           | Sören Lilholt        | Alex Pedersen        |
| 1992 | Bjarne Riis          | Claus Michael Møller | Lars Michaelsen      |
| 1995 | Bjarne Riis          | Brian Holm           | Peter Meinert        |
| 1996 | Bjarne Riis          | Bo Hamburger         | Jesper Skibby        |
| 1997 | Nicolai Bo Larsen    | Lars Michaelsen      | Rolf Sørensen        |
| 1998 | Frank Høj            | Bo Hamburger         | Michael Sandstød     |
| 1999 | Nicolai Bo Larsen    | Mikael Kyneb         | Jacob Moe Rasmussen  |
| 2000 | Bo Hamburger         | Nicolai Bo Larsen    | Rolf Sørensen        |
| 2001 | Jakob Piil           | Nicolai Bo Larsen    | Michael Blaudzun     |
| 2002 | Michael Sandstød     | Michael Blaudzun     | Bo Hamburger         |
| 2003 | Nicki Sørensen       | Allan Johansen       | Bo Hamburger         |
| 2004 | Michael Blaudzun     | Stig Dam             | Matti Breschel       |
| 2005 | Lars Ytting Bak      | Lars Michaelsen      | Matti Breschel       |
| 2006 | Allan Johansen       | Jacob Moe Rasmussen  | Troels Vinther       |
| 2007 | Alex Rasmussen       | Jacob Moe Rasmussen  | Jonas Aaen Jorgensen |
| 2008 | Nicki Sørensen       | Matti Breschel       | Jens-Erik Madsen     |
| 2009 | Matti Breschel       | Chris Anker Sørensen | Frank Hoj            |
| 2010 | Nicki Sørensen       | Lars Ytting Bak      | Anders Lund          |
| 2011 | Nicki Sørensen       | Martin Mortensen     | Michael Reihs        |
| 2012 | Sebastian Lander     | Nicki Sørensen       | André Steensen       |
| 2013 | Michael Mørkøv       | Morten Øllegaard     | Casper Folsach       |
| 2014 | Michael Valgren      | Michael Carbel       | Michael Mørkøv       |
| 2015 | Chris Anker Sørensen | Martin Mortensen     | Alexander Kamp       |
| 2016 | Alexander Kamp       | Michael Valgren      | Lasse Norman Hansen  |
| 2017 | Mads Pedersen        | Nicolai Brøchner     | Alexander Kamp       |

### Feminino
Segue-se, abaixo, o histórico das edições desta modalidade.
| Ano  | Vencedor                    | Segundo                     | Terceiro                |
| 1990 | Karina Skibby               | Bettina Falsing             | Rikke Sandhoej-Olsen    |
| 1991 | Karina Skibby               | Lona Munck                  | Sanne Lassen            |
| 1992 | Sanne Schmidt               | Helle Soerensen             | Lona Munck              |
| 1993 | Sanne Schmidt               | Hanne Malmberg              | Helene Soegaard         |
| 1994 | Rikke Sandhoej-Olsen        | Sanne Schmidt               | Helle Jensen            |
| 1995 | Rikke Sandhoej-Olsen        | Helle Soerensen             | Lotte Schmidt           |
| 1996 | Helle Soerensen             | Lotte Schmidt               | Sanne Schmidt           |
| 1997 | Rikke Sandhoej-Olsen        | Lisbeth Simper              | Helle Soerensen         |
| 1998 | Rikke Sandhoej-Olsen        | Lisbeth Simper              | Lotte Schmidt           |
| 1999 | Ann Mathiesen               | Rikke Sandhoej-Olsen        | Lisbeth Simper          |
| 2000 | Mette Fischer Andreasen     | Linne Lykke Meyer-Nielsen   | Sanne Schmidt           |
| 2001 | Lisbeth Simper              | Pernille Langelund Jakobsen | Lotte Bak               |
| 2002 | Lisbeth Simper              | Vibe Jane Kolding           | Mette Fischer Andreasen |
| 2003 | Lisbeth Simper              | Dorte Lohse Rasmussen       | Trine Schmidt           |
| 2004 | Pernille Langelund Jakobsen | Dorte Lohse Rasmussen       | Mette Fischer Andreasen |
| 2005 | Dorte Lohse Rasmussen       | Linda Villumsen             | Janne Bruhn-Henriksen   |
| 2006 | Linda Villumsen             | Mie Bekker Lacota           | Dorte Lohse Rasmussen   |
| 2007 | Karina Hegelund Nielsen     | Dorte Lohse Rasmussen       | Trine Schmidt           |
| 2008 | Linda Villumsen             | Maja Watt Adamsen           | Iben Bohe               |
| 2009 | Linda Villumsen             | Trine Schmidt               | Maria Grandt Petersen   |
| 2010 | Annika Langvad              | Christina Siggaard          | Trine Lorentzen         |
| 2011 | Julie Leth                  | Iben Bohe                   | Trine Schmidt           |
| 2012 | Cathrine Grage              | Iben Bohe                   | Julie Leth              |
| 2013 | Kamilla Valin               | Rikke Lonne                 | Trine Lorentzen         |
| 2014 | Amalie Dideriksen           | Christina Siggaard          | Julie Leth              |
| 2015 | Amalie Dideriksen           | Betina Cramer               | Christina Siggaard      |
| 2016 | Cecilie Norsgaard           | Amalie Dideriksen           | Betina Cramer           |
| 2017 | Camilla Møllebro            | Trine Andersen              | Louise Holm Houbak      |